# تراسي ماكغفرن
تراسي ماكغفرن (بالإنجليزية: Tracie McGovern)‏ هي لاعبة كرة قدم أسترالية، ولدت في 4 مارس 1975 في Wauchope, New South Wales ‏ في أستراليا.